# Trisetum ciliare
Trisetum ciliare är en gräsart som först beskrevs av Pál Kitaibel, och fick sitt nu gällande namn av Karel Domin. Trisetum ciliare ingår i släktet glanshavren, och familjen gräs. Inga underarter finns listade i Catalogue of Life.